# Cap Fligely
Le cap Fligely (en russe : Мыс Флигели) est le point le plus septentrional de l'Europe, de l'Eurasie, de la Russie et de la mer de Barents. Distant de 909 km du pôle Nord, il se situe sur l'île Prince Rudolf, sur la terre François-Joseph en Russie. 
Le cap est aperçu pour la première fois le 12 avril 1874 par l'expédition austro-hongroise au pôle Nord et nommé d'après le cartographe autrichien August von Fligely (1811–1879).

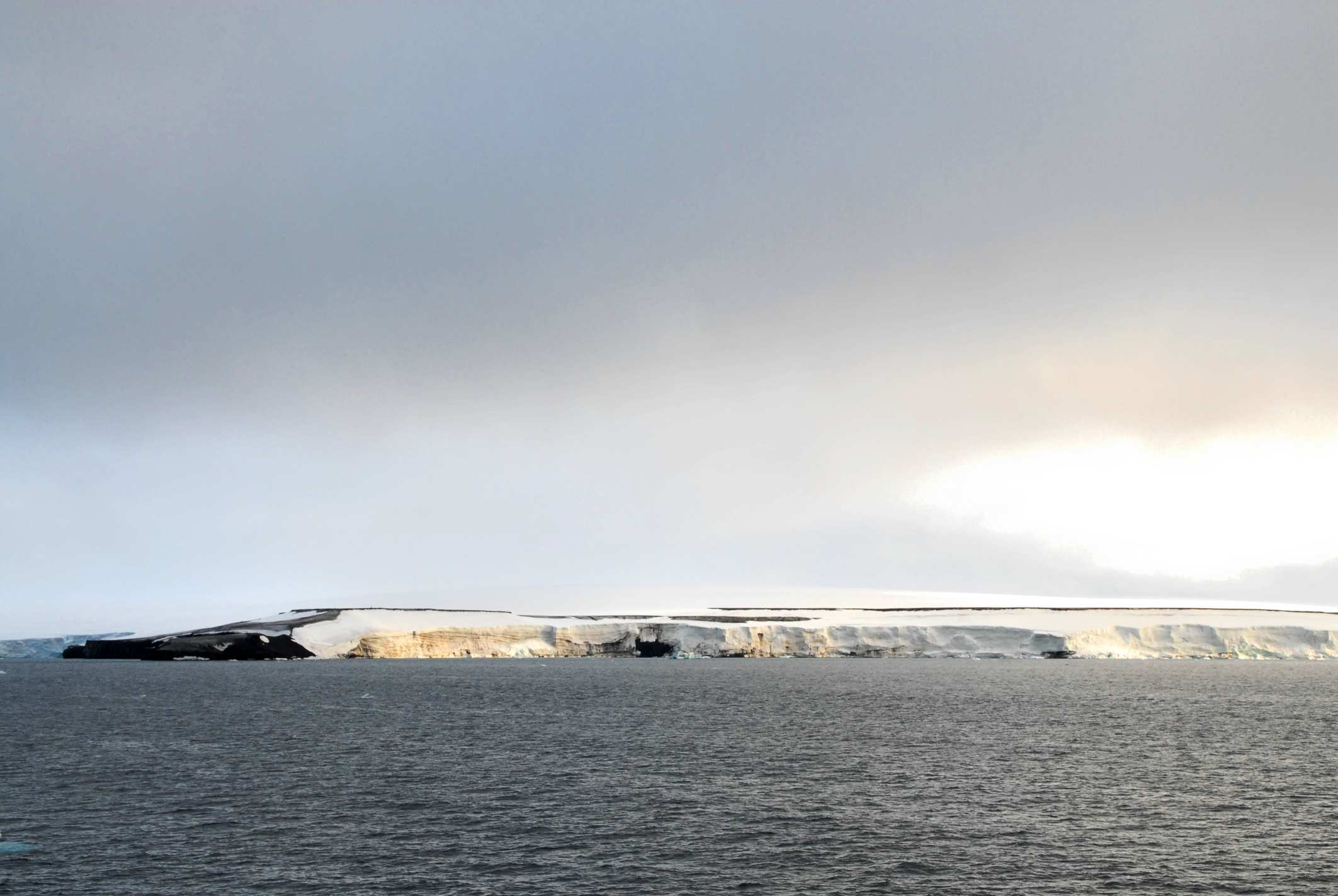
Le cap Fligely est un point extrême de l'Europe.